# Волинське Полісся

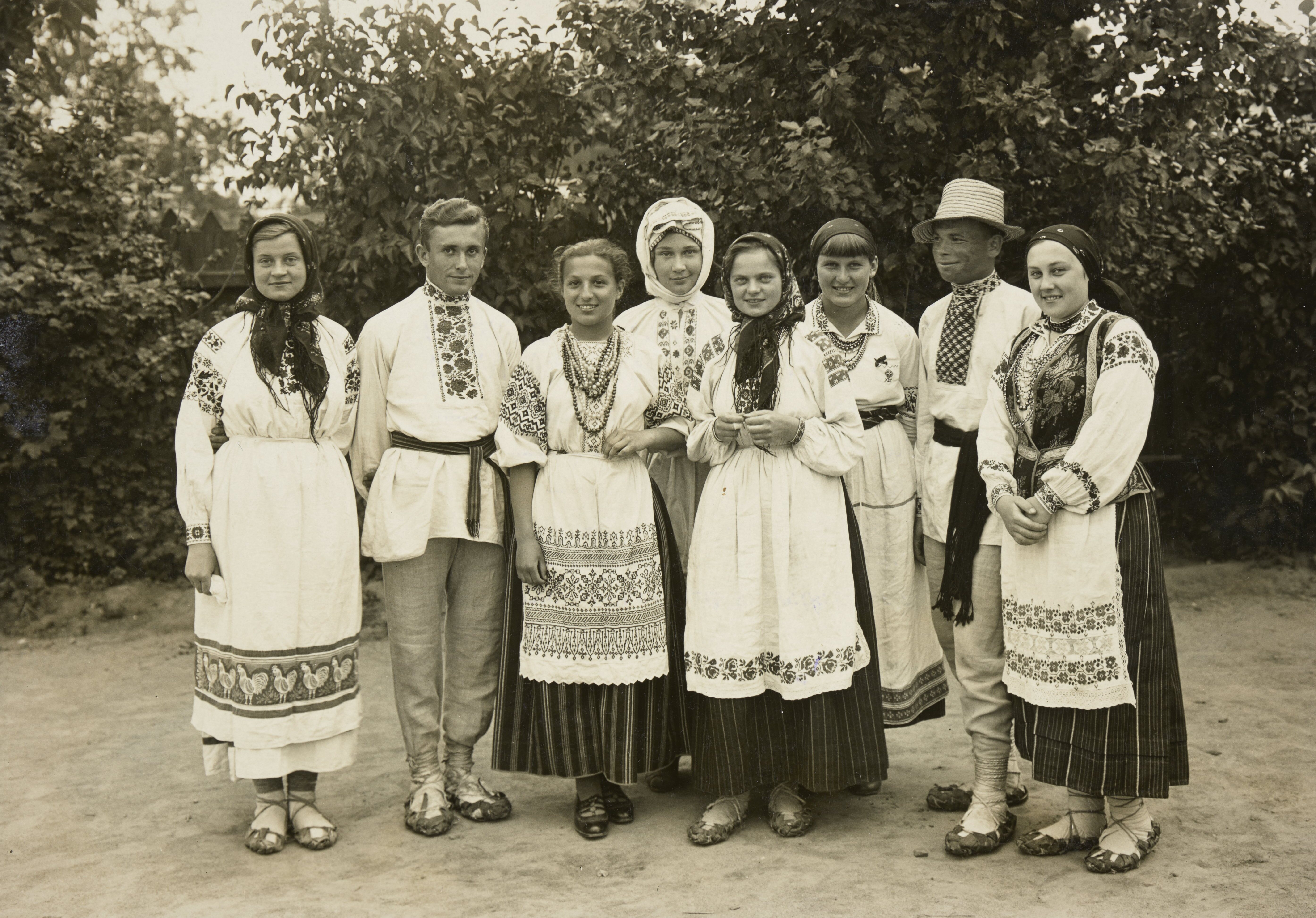
Жителі Волинського Полісся в 1939 році

Волинське Полісся — природна область Полісся, що простягається із заходу на схід між річками Західний Буг і Случ. Займає більшу частину Волинської та північно-західну частину Рівненської областей.
Особливістю Волинського Полісся є значна лісистість — ліси (представлені дубово-грабовими та сосново-дубовими угрупованнями) та чагарники займають близько 40 % території. Заплави лучно-болотного ландшафту займають близько 10 %.